# Xã Waterford, Quận Washington, Ohio
Xã Waterford (tiếng Anh: Waterford Township) là một xã thuộc quận Washington, tiểu bang Ohio, Hoa Kỳ. Năm 2010, dân số của xã này là 3.713 người.